# Наблюдатели 2
«Наблюдатели 2» (англ. Watchers II) — американский научно-фантастический фильм ужасов режиссёра Тьерри Ноца по одноимённому роману Дина Р. Кунца. Продолжение фильма «Наблюдатели» (1988, реж. Джон Хэсс). Премьера фильма состоялась 16 августа 1990 года.

## Сюжет
Монстр, появившийся в ходе неудачного лабораторного эксперимента, вырвался на волю и убил нескольких активистов за права животных. Возглавляющего эксперимент Пола Фергюсона отстраняют от должности и берут под стражу. Ему удаётся сбежать с помощью генетически воссозданного золотистого ретривера и он прячется от монстра у своей бывшей жены.
Специалист по поведению животных Барбара Уайт, пытавшаяся научить золотистого ретривера читать, узнаёт, что у пса существует физическая связь с наводящим ужас монстром. Вместе им предстоит остановить оставляющее горы трупов чудовище.

## В ролях
- Тимоти Марлоу — Джейсон
- Марк Сингер — Пол Фергюсон
- Трэйси Скоггинс — Барбара Уайт
- Джонатан Фарвэлл — Стив Мальчено
- Ирен Миракл — Сара Фергюсон
- Мэри Воронов — доктор Глэтман
- Дон Пагсли — Смит
- Джозеф Хардин — Вессон
- Том Постер — Аутсайдер
- Джон Лафайетт — Уотсон
- Томми Хинкли — лаборант
- Джеффри Арбо — лидер протестующих
- Гэрон Григсби — телохранитель
- Кристофер Торнтон — мальчик в мотеле
- Кейша — женщина в мотеле

## Съёмочная группа
- Режиссёр-постановщик: Тьерри Ноц
- Сценаристы: Джон Д. Бранкато, Майкл Феррис (в титрах указаны как Генри Доминик)
- Продюсер: Роджер Корман
- Оператор: Эдвард Джей Пэй
- Композитор: Рик Конрад
- Художник-постановщик: Гэри Рэндалл
- Монтажёры: Диана Фингадо, Адам Вульф
- Гримёры: Грег Аронович, Джон Кризуэлл, Дин Джонс, Кэтлин Кэрридин, Джо Порднар
- Звукорежиссёр: Кристофер Б. Ривз
- Спецэффекты: Кевин Кутчавер, Грег Лэндерер